# Stenoonops cletus
Stenoonops cletus is een spinnensoort in de taxonomische indeling van de Dwergcelspinnen (Oonopidae).
Het dier behoort tot het geslacht Stenoonops. De wetenschappelijke naam van de soort werd voor het eerst geldig gepubliceerd in 1969 door Arthur M. Chickering.